# Бужакан
Бужакан (вірм. Բուժական) — село в марзі Котайк, у центрі Вірменії. Населення займається тваринництвом, рослинництвом, садівництвом, бджільництвом та розведенням птиці.